# Ganjhalli, Raichur
Ganjhalli là một làng thuộc tehsil Raichur, huyện Raichur, bang Karnataka, Ấn Độ.